# Black Merda
Black Merda (pronunciada "Black Murder") é uma banda de rock americana de Detroit, Michigan, ativa desde a metade da década de 1960 e início de 1970, e se reunindo novamente em 2005. Eles se consideram a "primeira banda de rock totalmente negra". Os membros centrais da banda são o guitarrista Anthony Hawkins, o baixista VC L. Veasey e o guitarrista Charles Hawkins, mais o baterista Tyrone Hite. Todos nasceram em Mississippi (exceto Hite, nascido em Detroit).

## Discografia
- Black Merda (1970, relançado em 1996)
- Long Burn the Fire (1972, relançado em 1996)
- The Folks From Mother's Mixer (2005, compilação)
- The Psych-funk of Black Merda (2006, apenas vinil)
- Renaissance (2006)
- Take a Little Time (2009, single)
- Force of Nature (2009)